# Quellteich Kösching
Koordinaten: 48° 49′ 2,1″ N, 11° 29′ 9,2″ O
Der Quellteich Kösching, auch Brunnhauptner Weiher, ist eine Karstquelle bei Kösching im oberbayerischen Landkreis Eichstätt in Bayern.

## Beschreibung

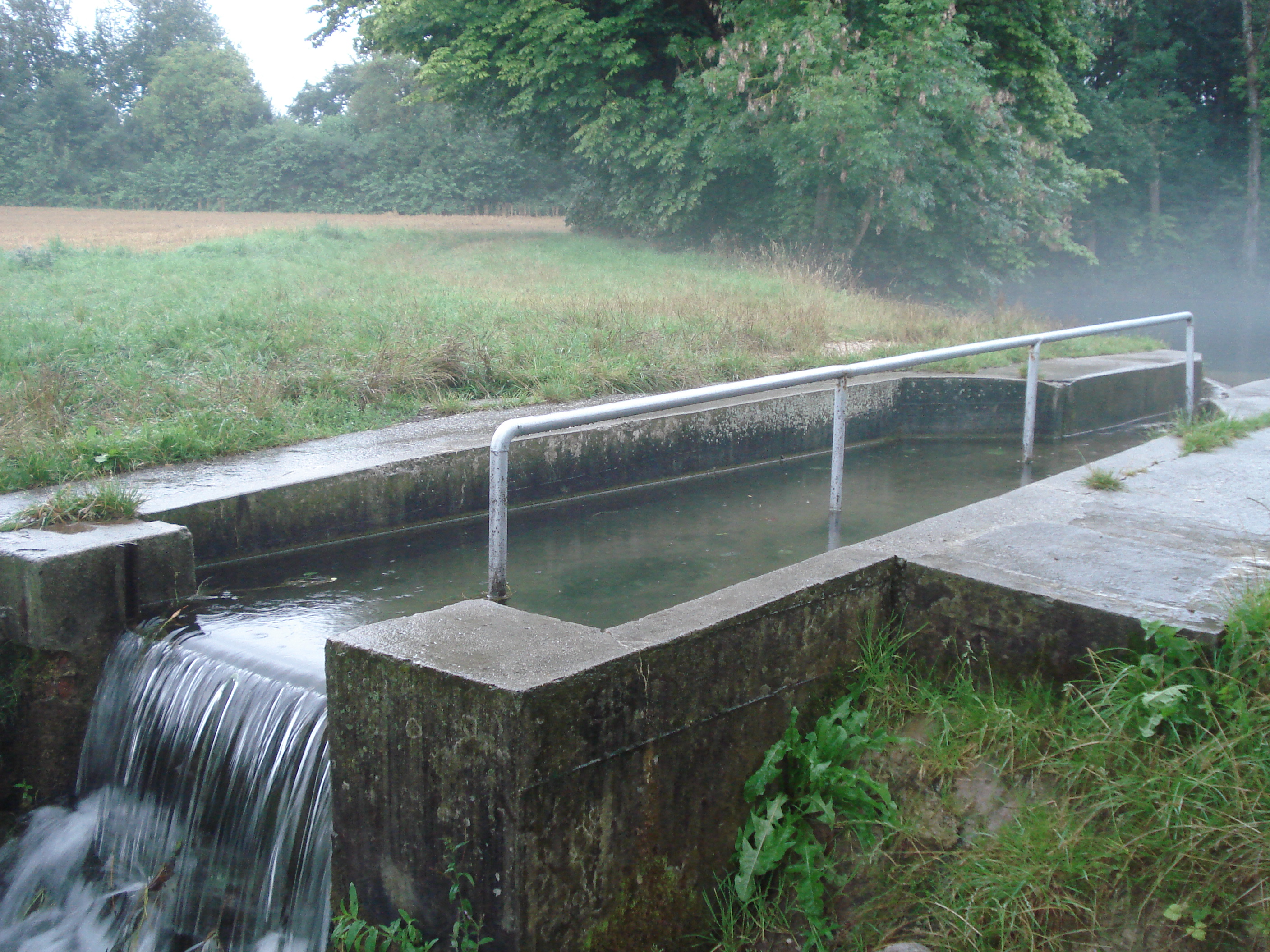
Der abfließende Köschinger Bach

Der von Bäumen umstandene Quellteich liegt westlich von Kösching. Er ist der Ursprung des Köschinger Baches, der über den Mailinger Bach bei Menning der Donau zufließt. Die mittlere Schüttung der Quelle beträgt 140 l/s. Der bläulich schimmernde Quellteich hat eine Länge von etwa 80 m und ist ca. 50 m breit. Er ist am Grund mit Sand bedeckt, der durch den Druck des austretenden Wassers ständig aufgewirbelt wird. Ein kleiner Bach, der in einer Quelle westlich des Teiches entspringt, versorgt ihn zusätzlich mit Wasser. Die Quellen entspringen dem Malm Zeta.
Der Quelltopf ist als Geotop (176Q005) und als Naturdenkmal ausgewiesen.